# Timar
Il Timar era una terra concessa dai sultani ottomani tra il XIV e il XVI secolo, con un valore annuale delle entrate fiscali minori di 20 000 akçe.
I ricavi prodotti dalla terra agivano come compenso per il servizio militare.
Un concessionario di un Timar era conosciuto come Timariota. 
Se le entrate del Timar erano comprese tra i 20 000 e i 100 000 akçe, il timar veniva chiamato ziyamet, e se fossero state sopra 100 000 akçe, la terra veniva chiamata hâss.

I beneficiari potevano essere anche ufficiali o funzionari della corte o di strutture religiose.

Ai dipendenti pubblici superiori (militari, e poi anche nel servizio civile) veniva invece assegnato uno stipendio.

## Sistema del Timar
Nell'Impero ottomano, il sistema dei Timar fu un mezzo attraverso il quale i ricavi previsti di un territorio conquistato venivano distribuiti in forma di diritti temporanei sulla terra tra i Sipahi (Cavalleggeri) e gli altri membri della classe militare tra cui i Giannizzeri e altri, come i kul (pl. kulları, "schiavi") del sultano.
Queste prebende erano attribuite come compenso per il servizio militare annuo, per il quale non avevano ricevuto paga.
Il titolare del Timar non era proprietario delle terre, ma i diritti di utilizzazione del terreno gli erano trasferiti per tutta la vita. Dopo la morte del beneficiario del Timar la piena titolarità tornava allo Stato ottomano.

In rare circostanze, anche le donne potevano divenire titolari della concessione del Timar. 
Questa posizione, tuttavia, era limitata alle donne di spicco, che avevano ricoperto ruoli importanti all'interno della famiglia imperiale, o membri di alto rango dell'élite ottomana.
I Timar potevano essere di piccola entità quando erano concessi da governatori, o grandi funzionari del Sultanato, ma essi necessitavano di una certificazione dal Sultano. In generale il feudo aveva un valore annuo di meno di ventimila akçe (una moneta d'argento ottomana).
 
Questo sistema di possesso della terra durò all'incirca dal secolo XIV al XVI secolo.
Gli obiettivi del sistema erano creati dalle esigenze finanziarie ed espansionistiche statali.

Gli obiettivi finanziari del sistema erano di alleviare la pressione sulle casse dello Stato per mantenere l'esercito ottomano, nonché per ottenere una nuova fonte di reddito per la tesoreria centrale. 
Le mire espansionistiche tendevano ad aumentare il numero di soldati di cavalleria e gradualmente assimilare e portare i paesi conquistati sotto il diretto controllo ottomano. 
Lo Stato ottomano desiderava inoltre centralizzare l'autorità del sultano rimuovendo il sistema feudale e gli elementi aristocratici dal controllo dell'Impero.

## Diritti e condizioni
All'interno del sistema dei Timar, lo Stato dava ai titolari di Timar, tra cui i cavalieri (Sipahi), l'autorizzazione ad avere il controllo delle terre coltivabili, vacanti o terreni già posseduti da contadini, terre abbandonate, alberi da frutto, foreste o acque all'interno del territorio del Timar.
I Sipahi impiegavano incaricati di fiducia o sostituti, chiamati Kethüda, Vekil, o voyvoda per raccogliere i ricavi ed esercitare i poteri delegati.
Avevano il diritto di raccogliere alcune parti delle entrate fiscali da terreni arabili in determinate località in cambio del servizio allo Stato. 
Essi erano responsabili della sorveglianza del territorio del loro Timar e il modo in cui è stato coltivato e gestito dai contadini.
I Sipahi venivano premiati se si insediavano in terreno libero. Venivano invece puniti se responsabili dell'abbandono dei terreni coltivati. 
I titolari dei Timar avevano autorità di polizia per perseguire e arrestare coloro che commettevano violazioni all'interno dei loro territori. Tuttavia essi non poteva imporre sanzioni fino a quando non avessero ricevuto un verdetto da un giudice locale di conformità alla legge imperiale.
Le loro funzioni erano quelle di proteggere i contadini e le persone nel loro territorio e di unirsi all'esercito imperiale durante le campagne militari. Il sultano assegnava ai Sipahi vigneti e pascoli perché si prendessero cura dei bisogni delle loro famiglie, servitori e cavalli.
Una delle principali condizioni imposte dallo Stato ottomano era che un titolare di Timar non potesse possedere la terra; la proprietà terriera era infatti proprietà dello Stato ottomano. 
Un'altra condizione essenziale era che il Timar non potesse essere ereditato, ma non era raro per un Timar essere riassegnato a un figlio, purché prestasse servizio militare. 
Il mantenimento del Timar era infatti subordinato al servizio militare attivo e se un Sipahi non riusciva a svolgere il servizio militare per sette anni perdeva i suoi diritti e la terra. 
Tuttavia il Sipahi manteneva il suo titolo e poteva essere idoneo per un altro Timar se rimaneva nella classe militare e partecipava a campagne militari.
Il titolare di un Timar si impegnava a mettere a disposizione la propria sciabola ed il Timar di sciabola era proprio quello che impegnava un solo guerriero. Potevano essere concessi Timar più redditizi a uomini più importanti, i quali si impegnavano a mettere in campo, quando il sultano li chiamava, diversi guerrieri a cavallo, a seconda della quantità di ricchezza che avevano ottenuto.

## Origini
A causa della natura della documentazione della prima storia degli Ottomani, è molto difficile assegnare al sistema Timar una data precisa.
Tuttavia elementi del sistema Timar possono essere ritrovati nel mondo antico pre-islamico (antichi imperi medio-orientali, Roma, Bisanzio e dell'Iran pre-islamico o Persia).
La Pronoia di epoca tardo-bizantina è forse l'immediato predecessore del sistema Timar. Tuttavia, fu solo fino alla rinascita dell'Impero sotto Mehmet I nel 1413, che fu sviluppato il sistema di possesso e di permanenza in carica che era propriamente detto Timar.
Prima del collasso dell'Impero Ottomano dovuto a Tamerlano nel 1402, Bayezid aveva concesso diritti simili al Timar ai propri schiavi.
Con la riunificazione delle terre dell'Impero ottomano sotto un sultano, ancora una volta questi possidenti avrebbero fruito di un formale titolo giuridico legato ai loro diritti.
Nei successivi cinquant'anni questo sistema di possesso della terra fu in gran parte ampliato e standardizzato.
Dopo la conquista di Costantinopoli nel 1453, gli Ottomani ripresero ancora la politica abituale di espansione militare.
 
Con il periodo di consolidamento che seguì non vi fu una precisa politica di totale integrazione e assimilazione delle province nel sistema ottomano.
Ciò comportò l'eliminazione delle dinastie locali e la loro sostituzione con il sistema Timar e altri sistemi di amministrazione periferica.

## Mappatura e distribuzione
Durante i secoli XV e XVI, la misurazione e la distribuzione del territorio conquistato tra la classe dei Sipahi divenne un processo sempre più complicato e burocratizzato.
Nel rilievo, noto come il Tapu-tahrir, tutte le informazioni fiscali sul territorio sarebbero state raccolte e divise in Timar.
Il procedimento è stato il seguente:
- 1)	nomina di un amministratore (emin) accompagnato da un cancelliere o funzionario locale (Katip) e regionale Qadi, i quali raccoglievano la documentazione disponibile sulla terra e istituzione di proprietà e tasse locali
- 2)	le informazioni sono scritte e codificate in una testo (chiamato Kanunname) che mediava e risolveva le contraddizioni soprattutto tra le due tradizioni giuridiche non islamiche, locale e imperiale, su cui gli Ottomani basavano il loro dominio
- 3)	i funzionari si consultano con i grandi dignitari locali e procedono da villaggio in villaggio per controllare e valutavano la terra e altri beni
- 4)	elaborare i risultati delle rilevazioni in un registro preceduto dal Kanunname che elencava i nomi di tutte le città, villaggi e popolazioni, dei loro prodotti e ricavi previsti.[18]

In base a queste stime di rendita, il sultano era in grado di distribuire la terra e i villaggi ai soldati che avevano partecipato alla conquista.
Inizialmente i candidati per i Timar erano raccomandati individualmente al sultano.
Al ricevimento di questa raccomandazione, il Sultano comandava il governatore della provincia di premiare il candidato con un Timar nella provincia. 
Il candidato poi, "con l'ordine del sultano" (eli-emirlu) cercava un Timar vacante adatto per lui.
È stato ipotizzato che ci fosse un sistema di rotazione regolare in modo che i titolari dei Timar decadessero dopo un periodo definito "di conduzione". Questo periodo di tempo variava caso per caso. 
Fintanto che il candidato partecipava regolarmente in campagne militari del Sultano poteva essere ammesso alla concessione di un Timar. 
Questo fece in modo che si formassero gruppi concorrenti tra loro e che si competesse per guadagnarsi i favori e il mecenatismo del Sultano.

## Problemi e declino
Durante il regno di Mehmed II (1451-1481), nell'Impero Ottomano il numero di candidati idonei per le rendite del Timar sostanzialmente diminuirono.
C'era un'aspettativa crescente tra i soldati Giannizzeri e soldati (quli) del sultano di godere di queste sovvenzioni come ricompensa per aver partecipato al crescente numero di campagne militari. 
Inoltre furono offerti Timar a volontari e membri della classe militare pre-Ottomana per la loro fedeltà e servizio al sultano. 
Al fine di soddisfare questa nuova domanda, i Timar esistenti furono trasformati in tenute gestite congiuntamente, o divise in parti.
Questa domanda crescente costrinse il Sultano ottomano a impegnarsi in ulteriori guerre di conquista nei paesi limitrofi, creando così Timar attraverso nuove acquisizioni. 
Questo tuttavia aumentò anche il numero di pretendenti per le rendite fondiarie dei Timar.
Il tentativo di soluzione di questa crisi portò ad assegnare più di un Sipahi (cavaliere) a un singolo Timar o quote in molti villaggi al fine di conservare il loro Timar.
Queste soluzioni probabilmente comportarono complicazioni ulteriori rispetto al solo rispondere alle esigenze di una crescita demografica. 
Il governo ottomano aveva una politica di mantenimento dei Timar registrati uniti e intatti anche mentre cresceva il numero di Sipahi. 
Inoltre esso ha impedito ai Sipahi di guadagnare il controllo completo e indipendente sui contadini e la terra all'interno di un territorio.
Verso la fine del XVI secolo il sistema Timar del godimento della terra aveva cominciato il suo declino irreversibile.
Nel 1528, i Timariot costituivano la più grande singola divisione dell'esercito ottomano. 
I Sipahis erano responsabili per le proprie spese, comprese le provviste durante le campagne, le attrezzature, fornendo uomini ausiliari (celelu) e valletti (gulam).
Con l'avvento delle nuove tecnologie militari, in particolare della pistola, i Sipahi che avevano una volta costituito la spina dorsale dell'esercito ottomano cominciarono a diventare inessenziali. 
Le lunghe e costose guerre che i Sultani ottomani combattevano contro gli Asburgo e la Persia avevano richiesto la formazione di un moderno esercito professionale, per mantenere il quale erano necessari molte risorse. 
In sostanza, la pistola era poi più conveniente di un cavallo.
Dai primi decenni del 1600, gran parte degli introiti dei Timar vennero trasferiti al tesoro centrale come sostituto in denaro (bedel) per l'esenzione dal servizio militare. 
Dal momento che non erano più necessari, quando i concessionari dei Timar morivano, i loro privilegi non furono più stati riassegnati, ma trasferiti sotto il diretto dominio imperiale.
Una volta sotto il controllo diretto centrale, il terreno libero fu trasformato in una struttura assoggettata alla normale fiscalità (muqãta’a) al fine di garantire una maggiore entrata di cassa al governo centrale.